# Советское (Есильский район)
Советское (каз. Советское) — село в Есильском районе Северо-Казахстанской области Казахстана. Входит в состав Корнеевского сельского округа. Код КАТО — 594249400.

## География
Расположено на восточном берегу озера Большой Тарангул.

## Население
В 1999 году население села составляло 430 человек (204 мужчины и 226 женщин). По данным переписи 2009 года в селе проживало 305 человек (145 мужчин и 160 женщин).